# Филип фон Щокхайм
Филип фон Щокхайм (на немски: Philipp von Stockheim; * 1535; † 1588) е благородник от род фон Щокхайм във Вюстунг близо до Узинген в Хесен.
Той е син на Фридрих фон Щокхайм „Стари“ (1462 – 1528), вицедом на Рейнгау и съветник на Курфюрство Майнц, и съпругата му Ирмел фон Карбен (1484 – 1529). Внук е на Филип фон Щокхайм († 1477) и Катарина фон Белерсхайм († 1480).
Филип фон Щокхайм и братята му Карл († 1551), Йохан и Фридрих „Млади“ (1509 – 1556) получават „главния съд в Щокхайм“ от курфюрста на Курпфалц. Брат му Адолф е домхер в катедрала на Майнц. Сестра му Клара е омъжена с Албрехт фон Динхайм.

## Фамилия
Филип фон Щокхайм се жени за Кунигунда Елизабет Хилхен фон Лорх. Те имат един син:
- Филип Еберхард фон Щокхайм (* 30 септември 1586; † сл. 1627), женен за Мария Елизабет фон Хунолщайн, дъщеря на фогт Йохан Швайкард фон Хунолщайн († 1626) и Барбара фон Варсберг († 1635)